# Ryan Andrews
Ryan Andrews (Watford, 27 agosto 2004) è un calciatore inglese, difensore del Watford.

## Caratteristiche tecniche
È un terzino destro.

## Carriera

### Club
Andrews è cresciuto nel settore giovanile del Watford dove ha firmato il primo contratto professionistico nel maggio del 2022. Ha debuttato in prima squadra il 7 gennaio 2023 nell'incontro di FA Cup perso 2-0 contro il Reading ed il 16 settembre ha segnato il suo primo gol in carriera nel successo per 2-0 sul Birmingham City.

### Nazionale
Ha giocato nella nazionale inglese Under-20.

## Statistiche

### Presenze e reti nei club
Statistiche aggiornate al 2 ottobre 2024.
| Stagione        | Squadra         | Campionato      | Campionato | Campionato | Coppe nazionali | Coppe nazionali | Coppe nazionali | Coppe continentali | Coppe continentali | Coppe continentali | Altre coppe | Altre coppe | Altre coppe | Totale | Totale |
| Stagione        | Squadra         | Comp            | Pres       | Reti       | Comp            | Pres            | Reti            | Comp               | Pres               | Reti               | Comp        | Pres        | Reti        | Pres   | Reti   |
| --------------- | --------------- | --------------- | ---------- | ---------- | --------------- | --------------- | --------------- | ------------------ | ------------------ | ------------------ | ----------- | ----------- | ----------- | ------ | ------ |
| 2022-2023       | Watford         | FLC             | 6          | 0          | FACup+CdL       | 1+0             | 0+0             | -                  | -                  | -                  | -           | -           | -           | 7      | 0      |
| 2023-2024       | Watford         | FLC             | 40         | 3          | FACup+CdL       | 3+1             | 0+0             | -                  | -                  | -                  | -           | -           | -           | 44     | 3      |
| 2024-2025       | Watford         | FLC             | 31         | 3          | FACup+CdL       | 1+2             | 0+0             | -                  | -                  | -                  | -           | -           | -           | 34     | 3      |
| Totale carriera | Totale carriera | Totale carriera | 77         | 6          |                 | 8               | 0               |                    | -                  | -                  |             | -           | -           | 85     | 6      |